# Baños de la Reina (Celín)
Los baños de la Reina es un inmueble declarado Bien de Interés Cultural, en Celín, término municipal de Dalías en la provincia de Almería, en España.

## Contexto geográfico
Localizada al norte del municipio de Dalías, en concreto en la pedanía de Celín, además se encuentra muy cerca del núcleo poblacional. Se hallan emplazados en una zona agrícola, en la ladera occidental de la meseta de Aljizar o el Hizán, una de las estribaciones occidentales de la sierra de Gádor, a sus pies se encuentra la rambla de Almecete.

## Historia
Estos baños se edificaron en el siglo XIII, sobre un inmueble anterior según las actividades arqueológicas realizadas en la década de los 80. Su objetivo era satisfacer las necesidades de una población en crecimiento y debieron ser utilizados indistintamente por los habitantes del sector norte de la taha de Dalías, en concreto por los núcleos de Celín y el Hizán. 

## Características
El inmueble de planta rectangular, está compuesto de tres naves transversales y paralelas entre sí, con cubiertas mediante bóvedas de medio cañón donde se hallan las típicas lumbreras que caracterizan este tipo de edificaciones. Precediendo a la primera de estas naves se aprecian los restos del vestíbulo («bayt al-maslaj»), que permite el acceso directo a la sala de agua fría o «bayt al-barid». El resto de las salas se desarrollan a continuación, «bayt al-wastani» se corresponde con la sala templada y por último «bayt al-sajun», la de agua caliente. 
Los baños se asientan sobre una base de mampostería, levantándose los muros mediante mortero, mientras que las bóvedas se realizan con lajas y mampuestos de piedra. Actualmente las bóvedas sólo se aprecian en algunas de estas salas, pues se han ido desmoronando con el paso del tiempo. Los paramentos se recubrieron con un enfoscado donde se observan las incisiones en «espina de pez» que permitirían la mejor adherencia del enlucido. En la sala templada, la mejor conservada del inmueble, hay que destacar la existencia de un poyo de fábrica donde se ubicaba una pila de baño en forma de tinaja. Tras ésta se accede directamente a la sala caliente, de planta ligeramente trapezoidal, la cual ha perdido prácticamente la bóveda que la cubría, pero en cambio mantiene los restos de una posible pila. Bajo esta estancia, se localizó la cámara subterránea que formaría parte del sistema de calefacción de los baños, constituida por pilares que sustentaban el suelo de la «bayt al-sajun» y un poyo distribuido prácticamente alrededor de todo su perímetro. Las actuaciones arqueológicas permitieron recuperar el horno que alimentaría esta estructura, ubicándose adosado a la cámara subterránea y construido mediante ladrillos y mortero. Del mismo material se realizarían los pavimentos originales, detectados sólo en algunos puntos de los baños. 
Con el paso del tiempo el inmueble perdió la función para la que se crearon, probablemente abandonándose ya en el siglo XVI. Se tiene conocimiento de que en época contemporánea se reutilizaron para las labores agrícolas, realizando en ellos algunas estructuras relacionadas con esta actividad.

## Fuente
Este texto toma como referencia la declaración de Bien de Interés Cultural publicada en el BOE n.º 64 de 16 de marzo de 2005 B.O.E.
- Datos: Q5723868
- Multimedia: Baños de la Reina / Q5723868